# Olavi Rinteenpää
Olavi Rinteenpää (né le 24 septembre 1924 à Helsinki et mort le 10 janvier 2022) est un athlète finlandais spécialiste du 3 000 m steeple. Affilié à l'Helsinki KV, il mesure 1,83 m pour 66 kg.

## Biographie

### Palmarès
| Date | Compétition           | Lieu     | Résultat | Performance  |
| ---- | --------------------- | -------- | -------- | ------------ |
| 1952 | Jeux olympiques d'été | Helsinki | 4e       | 8 min 55 s 2 |
| 1954 | Championnats d'Europe | Berne    | 2e       | 8 min 52 s 4 |

### Records
| Épreuve         | Performance  | Lieu | Date |
| --------------- | ------------ | ---- | ---- |
| 3 000 m steeple | 8 min 44 s 4 |      | 1953 |